# Ваховяк, Александр Александрович
Александр Александрович Ваховяк (род. 25 декабря 1987, Сморгонь, Гродненская область) — белорусский самбист и дзюдоист, чемпион (2012, 2013, 2015), серебряный (2005, 2018, 2019) и бронзовый (2006) призёр чемпионатов Беларуси по дзюдо, бронзовый призёр чемпионата Европы по дзюдо среди полицейских, победитель и призёр этапов Кубка мира по самбо, бронзовый призёр розыгрыша Кубка мира по самбо 2012 года, серебряный призёр чемпионатов Европы по самбо 2008, 2011 и 2012 годов,  чемпион Европейских игр 2007 года по самбо, бронзовый призёр Всемирных игр боевых искусств 2013 года, серебряный призёр чемпионата мира по самбо 2013 года, мастер спорта Республики Беларусь международного класса по самбо и дзюдо. По самбо выступал в тяжёлой весовой категории (свыше 100 кг).